# Zinc
Zinc är en amerikansk studiogrupp grundad av Jacques Fred Petrus. De hann bara släppa ett album, Street level (1982), innan gruppen splittrades följande år. Trots det visade Zinc prov på en ovanlig kombination av europeisk pop och amerikansk funk. 
Zinc lanserades 1982 som ett projekt där Petrus huvudsakliga kompositörer, italienarna Mauro Malavasi och Davide Romani, skrev huvuddelen av musiken till albumet. Den mest spännande låten, titelspåret "Street level", var dock skriven av den uppgående låtskrivaren och producenten, tillika före detta-BT Express medlemmen, Michael Kashif Jones. I övrigt var Romanis funkiga "Punkulation" på b-sidan ett starkt nummer medan resten hade en mer poplik karaktär. 1983 släppte visserligen Zinc tolvan "I'm livin' a life of love", sannolikt en rest från albumet, men gruppen splittrades snart därefter. 
Affärsmannen Petrus som via Guadeloupe flyttat till Italien under sent 60-tal grundade under senare delen av 70-talet och 80-talets första hälft en rad musikprojekt. Hans roll var den som exekutiv producent, trots att han felaktigt tog åt sig äran för att vara producent på de flesta skivorna i hans stall. De mest välkända grupperna var Macho, Peter Jacques band, Change och B. B. & Q. band. Zinc tillhörde de mindre kända projekten.
Av alla de projekt Petrus sjösatte anses Zinc av musikerna och låtskrivarna som ett av de intressantaste och nyskapande rent musikaliskt.  